# Lompoc
Lompoc is een plaats (city) in de Amerikaanse staat Californië, en valt bestuurlijk gezien onder Santa Barbara County.

## Demografie
Bij de volkstelling in 2000 werd het aantal inwoners vastgesteld op 41.103.
In 2006 is het aantal inwoners door het United States Census Bureau geschat op 39.883, een daling van 1220 (-3,0%).

## Geografie
Volgens het United States Census Bureau beslaat de plaats een oppervlakte van
30,1 km², geheel bestaande uit land. Lompoc ligt op ongeveer 87 m boven zeeniveau.

## Plaatsen in de nabije omgeving
De onderstaande figuur toont nabijgelegen plaatsen in een straal van 32 km rond Lompoc.

## Geboren
- Duane Solomon (1984), atleet
- Jonathan Majors (1989), acteur